# Toshihiro Nagoshi
Toshihiro Nagoshi (名越 稔洋, Nagoshi Toshihiro, Shimonoseki, 17 de junho de 1965) é um produtor e designer de jogos de videogame da Sega. Nagoshi é responsável pelo estúdio Sega's New Entertainment R&D 1. Antes da formação da NE 1, Nagoshi dirigia a Sega AM4/Amusement Vision e antes disso trabalhava na Sega-AM2. É conhecido por ter produzido e dirigido a série Super Monkey Ball. Em seus créditos constam ainda Virtua Striker, Daytona USA e Spikeout feitos durante seu período na AM2.
Nagoshi e seu estúdio fizeram uma parceria com Shigeru Miyamoto e a Nintendo para criar F-Zero GX no Nintendo GameCube (e a versão F-Zero AX para arcade usando a plataforma Triforce). Também é o criador e diretor executivo da franquia Yakuza.